# Igreja Presbiteriana do Sudão do Sul e Sudão
A Igreja Presbiteriana do Sudão do Sul e Sudão  (em Inglês: Presbyterian Church of South Sudan and Sudan) é a maior denominação reformada presbiteriana no Sudão e Sudão do Sul fundada por missionários da Igreja Presbiteriana Unida da América do Norte. Em 2006, a denominação tinha cerca de 1.000.000 de membros.

## História
A denominação foi criada em 1902 por missionários americanos da Igreja Presbiteriana Unida da América do Norte, o  Rev. Kelly Giffen e HT McLaughlin que vieram do Egito. Eles plantaram igrejas na parte sul do país, na Colina de Dolleib em 1902, deixando as congregações do norte sob os cuidados da Igreja Evangélica do Egito.
As igrejas do norte deram origem a atual Igreja Presbiteriana Evangélica Sudanesa, enquanto as igrejas do sul de desenvolveram separadamente. 
Escolas e hospitais foram construídos. Em 1945 as escolas e trabalhos missionários foram organizados em Malakal, Wauglel, Obel, Bor e em outros lugares. A primeira estação de missão foi criada em Malakal.
As igrejas do Sul se organizaram e se tornaram autônomas em 1956, com o nome Igreja Presbiteriana do Sudão. Em 1962, os missionários tiveram de deixar o país, com isso a igreja espalhou-se rapidamente e passou atuar em projetos de abrigo a refugiados. Posteriormente, o nome da denominação foi modificado para Igreja Presbiteriana do Sudão do Sul e Sudão. 

### Século XXI
Desde o início do século XXI, é terceira maior denominação no Sudão e Sudão do Sul após a Igreja Episcopal e a Igreja Católica Romana.
A igreja tinha, em 2006, cerca de 1.000.000 de membros em 500 igrejas locais.
Em 2022, a denominação não chegou a um consenso, quando parte dos membros exigia que seu nome fosse modificado para Igreja Presbiteriana do Sudão do Sul, refletindo a localização da maioria das congregações.

## Luta pelos direitos humanos
A denominação está envolvida em diversas ações de proteção aos direitos humanos Em 2001 a igreja  apresentou uma ação judicial contra uma empresa petrolífera canadense por suspeitar que esta esteve envolvida em abusos contra os direitos humanos promovidos pelo governo sudanês durante a guerra civil do país.

## Relações Inter-Eclesiásticas
A igreja tem relações missionais com a Igreja da Escócia, Igreja Presbiteriana na Irlanda, Igreja Presbiteriana da Austrália, Igreja Presbiteriana (EUA). e Igreja Reformada na América.
A igreja é membro do Concílio Mundial das Igrejas da Comunhão Mundial das Igrejas Reformadas.

## Doutrina
A igreja subscreve a Confissão de Fé de Westminster, Catecismo de Heidelberg, Credo dos Apóstolos e Credo Niceno.